# 四万十市立川崎小学校
四万十市立川崎小学校（しまんとしりつ かわさきしょうがっこう）は、高知県四万十市に所在した公立小学校。2012年3月をもって廃校となった。
2012年4月以降同一場所に、当校を含む小学校6校を統合した四万十市立西土佐小学校が所在する。
四万十市西土佐総合支所（旧西土佐村役場）の四万十川を挟む対岸に位置し、四万十市立西土佐中学校に隣接する。

## 所在地
- 高知県四万十市西土佐用井1110-33

## 沿革
- 1875年（明治8年） - 下山小学として開校。
- 1883年（明治16年） - 下山小学校に改称。
- 1887年（明治20年） - 下山簡易小学校に改称。
- 1890年（明治23年）2月 - 下山尋常小学校に改称。
- 1912年（明治45年） - 川崎尋常小学校に改称。
- 1941年（昭和16年）4月 - 江川崎村立川崎国民学校に改称。
- 1947年（昭和22年）4月 - 江川崎村立川崎小学校に改称。
- 1958年（昭和33年）4月 - 幡多郡津大村、江川崎村の合併により、西土佐村立川崎小学校に改称。
- 1975年（昭和50年）11月 - 創立100周年記念式典挙行。
- 1987年（昭和62年）3月 - 現在地に校舎を新築移転。
- 1988年（昭和63年）3月 - 体育館を新築。
- 2002年（平成14年）4月 - 下家地小学校休校
- 2003年（平成15年）4月 - 藤ノ川小学校休校
- 2005年（平成17年）4月 - 中村市と西土佐村の合併により、四万十市立川崎小学校に改称。
- 2012年（平成24年）3月 - 廃校。